# Маріо Тодорович
Маріо Тодорович (11 жовтня 1988) — хорватський плавець.
Учасник Олімпійських Ігор 2008, 2012, 2016 років.